# Francis Warnier
Pour les articles homonymes, voir Warnier.
Francis Warnier, né le 24 avril 1954, est un pilote automobile français d'autocross à Richeval (Moselle).

## Biographie
De formation mécanicien, il cesse la compétition en 2011 (débutée près d'un quart de siècle plus tôt, en 1987).
Son frère Jean-Paul pratiqua également la discipline.

## Palmarès
- Champion d'Europe, en 1995 sur Behr-Audi turbo;
  - vice-champion d'Europe, en 1997 sur FW01-Audi turbo;
  - 3e du championnat d'Europe, en 1996 sur FW01-Audi turbo.

(Nota Bene: son 5e châssis, le FW05, fut vice-champion de France en 2001 avec P. Maillard en 2WD)